# Stanislav Șușchievici
Stanislav Stanislavavici Șușkievici (în belarusă Станісла́ў Станісла́вавіч Шушке́віч, cu alfabet Łacinka: Stanisłaŭ Stanisłavavič Šuškievič; n. 15 decembrie 1934, Miensk, RSS Bielorusă, URSS – d. 3 mai 2022, Minsk, Belarus) a fost primul președinte al Belarusului.

## Biografie
S-a născut la 15 decembrie 1934 la Minsk. Părinții lui au fost profesori care au provenit din familii de țărani. Tatăl său, Stanislav Petrovici Șușkievici (născut la 19 februarie 1908, la Minsk) a fost arestat în anii 1930 și a fost eliberat din închisoare în 1956. 
Șușkievici s-a însurat cu soția lui, Irina, în 1976. Potrivit lui, ea a fost cea care l-a forțat să înceapă un stil de viață sănătos. Are un fiu, numit Stanislav, și o fiică, pe nume Elena.

## Acuzație de corupție
Spre sfârșitul lui 1993, Alexandr Lukașenko, atunci președintele comitetului anti-corupție din Parlamentul Belarusului, a acuzat 70 de oficiali ai guvernului, printre care și pe președinte, de corupție. Printre altele, erau acuzați de furtul fondurilor statului din dorință proprie. Acuzatorii au deschis o moțiune de neîncredere, pe care Șușkievici a pierdut-o. Veaceslav Nikolaevici Kuznețov a devenit președinte.

## Decorații
- 6 iulie 2010, de la președintele lituanian - Ordinul lui Vytautas cel Mare, "pentru susținerea activa a independenței Lituaniei în 1991"

- 2012, Medalia Libertății Truman-Reagan